# 鞏彦暉
鞏 彦暉（きょう げんき、1204年 - 1259年）は、モンゴル帝国（大元ウルス）に仕えた漢人将軍の一人。易州の出身。

## 生涯
鞏彦暉は兄の鞏彦栄とともに武勇に長けた人物として知られ、鞏彦栄は保定路を拠点とする漢人世侯の張柔に属し、千戸の何伯祥配下の百夫長としてしばしば戦功を挙げた。後に鞏彦栄は老齢を理由に鞏彦暉に地位を譲り、鞏彦暉は張柔の配下としてモンゴル軍の第一次南宋侵攻に加わることとなった。
鞏彦暉はまず棗陽攻めに功績を挙げ、その後何伯祥とともにそれぞれ一軍を率い、大洪寨に出兵した。これに対し、南宋側は荊州・鄂州で兵2万を選抜して救援のため赴いたが、鞏彦暉らは南宋軍を撃退し斬首500級、曹路分ら16人を捕虜とする功績を挙げた。その夜も南宋兵は攻め寄せたが、鞏彦暉は精鋭30人を率いて曹武鎮にて南宋兵を破り、その主将を捕虜とする功績を挙げた。その後、光州に転戦し、張柔が東北から攻め寄せる一方、鞏彦暉が伏兵200を率いて西南から接近し、南宋軍の不意をついて城壁を陥落させることに成功した。その次には滁州を攻め、夜間に池を渡って奇襲を行い、城の陥落に貢献した。
その後の黄州攻めでは、諸将が壁塁の攻略に手こずる中、鞏彦暉は伏兵200とともに赤壁の下に潜み、南宋軍が夜半に出撃したところを奇襲し大勝利を得た。その後も張家寨の攻略、寿州攻めでの城門の奪取、泗州攻めでの敵将の搏殺などに功績を挙げている。
1259年（己未）11月には、第二次南宋出兵に従軍して長江を渡り、武昌に進出した。これに対し南宋軍は兵4万を集めて攻め寄せ、鞏彦暉は迎え撃ったが、鞏彦暉は湖中で孤立してしまった。矢を打ち尽くし、重傷を負った鞏彦暉は湖水に身を投げるも、南宋水軍に救い上げられて捕虜となった。しかし鞏彦暉は尋問を受けても決して屈することなく、56歳にして捕虜のまま死去したという。